# ARO 10
 (août 2024).
Si vous disposez d'ouvrages ou d'articles de référence ou si vous connaissez des sites web de qualité traitant du thème abordé ici, merci de compléter l'article en donnant les références utiles à sa vérifiabilité et en les liant à la section « Notes et références ».
L'ARO 10 est un véhicule tout-terrain produit depuis 1980 par la marque roumaine ARO.

## Première génération (1980 - 1997)
La première génération de l'ARO 10 est vendue en 1980 sous le nom ARO Super Ischia puis, de 1987 à 1989, sous le nom ARO Enduro ainsi qu'au Royaume-Uni sous le nom de Dacia Duster.

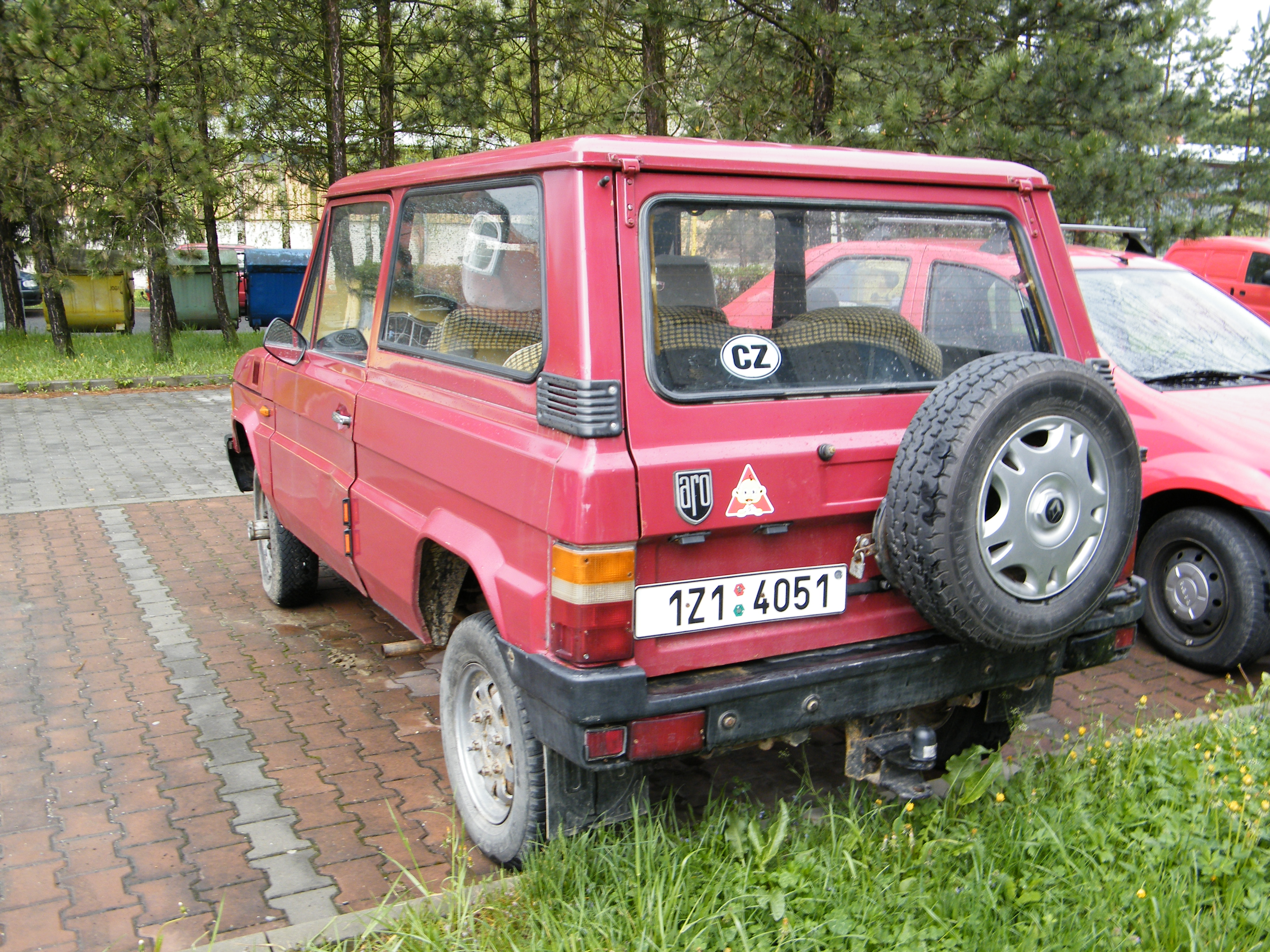
Vue arrière.

## Deuxième génération, ARO Spartana (1997 - 2006)
La deuxième génération de l'ARO 10 est connue sous le nom d'ARO Spartana, une cabriolet deux portes.